# Jehan Gaudin
Jehan Gaudin fut maire de Tours de 1473 à 1474.

## Biographie
Riche bourgeois marchand de draps de soie et de laine, enrichi par l'approvisionnement de la Cour installée à Tours, il est bourgeois de Tours et maître d'œuvre.
Sur des parcelles réunies, il pourrait avoir fait construire l'hôtel Goüin.
Attesté échevin de Tours en 1460, 1461, 1462, 1469, il est maire de Tours de 1473 à 1474. Sous son mairat, en 1474, le corps-de-ville s'adresse au roi pour le prier d'obtenir du pape que le Grand Pardon de Rome se déroule à Tours.
Par lettres patentes du roi Louis XI, en date du le 17 juillet 1481, il est nommé trésorier d'Anjou en remplacement de Pierre Le Bouteiller.
Jehan Gaudin eut plusieurs enfants parmi lesquels sont attestés Marie Gaudin (mariée à Jehan de Plays), Jehan Gaudin Le jeune, Andrée Gaudin (mariée à Thomas Barguin), Marie Gaudin (mariée à Jehan Grenet), Jehanne Gaudin (mariée à Jehan Villedart puis Estienne Chastellain), Marguerite Gaudin (mariée à Louis Mauduit), Louise Gaudin (mariée à Guillaume Nynault), Nicolas Gaudin (marié à Charlotte de La Mézière puis Louise Briçonnet), et Victor Gaudin (marié à Agnès Morin), lui-même père de Marie Gaudin.
Par sa petite-fille Marie Gaudin, Jehan Gaudin est l’ancêtre en ligne directe de Gabrielle d’Estrées, elle-même ancêtre du roi Louis XV[réf. nécessaire].

## Sources
- Mémoires de la Société archéologique de Touraine, 1866
- Bernard Chevalier, Tours, ville royale, 1356-1520 : origine et développement d'une capitale à la fin du Moyen âge, 1975